# Domenico Canevaro

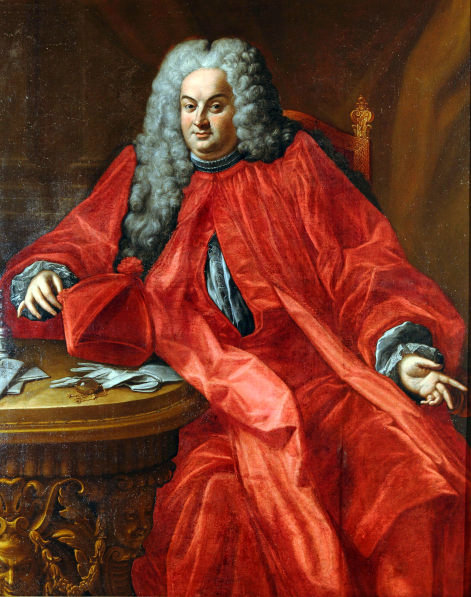
Domenico Canevaro

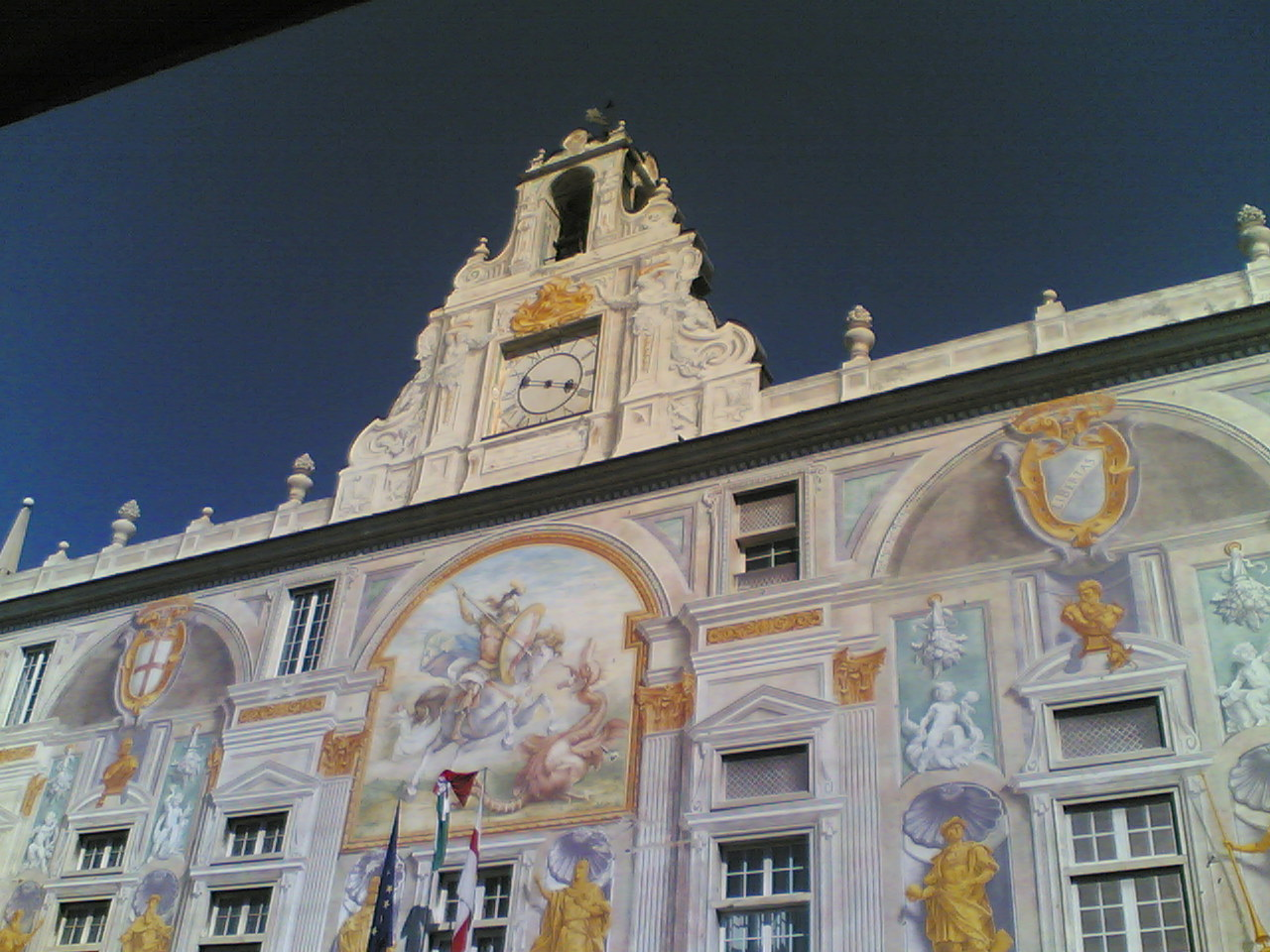
Voormalige Banco di San Giorgio (Genua)

Domenico Canevaro (Genua, 5 augustus 1683 – Genua, 15 februari 1745) was doge van de Republiek Genua (1742-1744), met de hierbij horende titel van koning van Corsica (1742-1744). Hij had het moeilijk Genua te handhaven tussen de oorlogvoerende landen van de Oostenrijkse Successieoorlog (1740-1748).

## Levensloop
Canevaro was een zakenman en werd edelman door zijn huwelijk met de edeldame Maddalena de Franchi. Niemand van de familie Canevaro was politicus. 
Aan de late leeftijd van 46 jaar ging hij in de politiek en in de rechtspraak, een dubbele carrièreswitch (1729). Hij zetelde achtereenvolgens in de Grote Raad (1729), de Senaat (1730) en de Kleine Raad (1742). Vanaf 1728 was hij ook raadsman aan de strafrechtbank van Genua, en vanaf 1733 officier van justitie. Van 1735 tot 1741 was hij magistraat voor de voedselbedeling. Hij combineerde dit met het lidmaatschap van het College van Gouverneurs van Genua. Vanaf 1741 was hij raadsman voor de Banco di San Giorgio van Genua, de investeringsbank van de Republiek.
Het toppunt van zijn bestuurlijke macht kwam in 1742. Canevaro werd tot doge verkozen. De kroning in de kathedraal van San Lorenzo en het bijhorend banket waren volgens tijdgenoten een luxueus evenement. De problemen boden zich snel aan: er was een opstand in Corsica te onderdrukken. De opstand was uitgelokt door gestook van de Fransen, in het bijzonder van kardinaal André Hercule de Fleury, de Franse diplomaat in de Oostenrijkse Successieoorlog. Een ander probleem was het markizaat Finale (hoofdstad Finalborgo) dat onder voogdij stond van de Republiek Genua. Keizerin Maria Theresia van Oostenrijk schonk Finale weg aan het koninkrijk Piëmont-Sardinië. Dit was in uitvoering van het pact van Worms (1743), een rustpauze in de Oostenrijkse Successieoorlog. De bevolking van Finalborgo reageerde emotioneel toen zij het nieuws vernamen dat zijn geen Genuezen meer waren maar Piëmontezen. Canevaro haalde de opvolger van de overleden kardinaal de Fleury, kardinaal Pierre Guérin de Tencin, naar Genua. Het doel was het standpunt van de republiek Genua te verdedigen voor de Franse diplomaten. In 1744 liep het mandaat van doge af. 
Hij stierf een jaar later (1745). Zijn graf bevindt zich in de Santa Maria di Castello-kerk in Genua. Canevaro is de enige van zijn familie geweest die doge van Genua was.